# Rochemaure
Rochemaure település Franciaországban, Ardèche megyében. Lakosainak száma 2250 fő (2022. január 1.). Rochemaure Aubignas, Meysse, Saint-Martin-sur-Lavezon, Le Teil, Ancône, Montélimar és Savasse községekkel határos.

## Népesség
A település népessége az elmúlt években az alábbi módon változott:
| Lakosok száma | 970  | 1789 | 1809 | 1961 | 2331 | 2280 | 2281 | 2292 | 2278 | 2250 |
|               | 1968 | 1982 | 1990 | 2006 | 2013 | 2015 | 2017 | 2019 | 2020 | 2022 |